# Bellonia
Bellonia je biljni rod iz porodice gesnerijevki s dvije vrste grmova iz Antila. Dio je podtribusa Gesneriinae.

## Etimologija
Rod je ime dobio po Pierreu Belonu (koji se također piše Bellon) (1499.-1564.), poznatom francuskom prirodoslovcu i putniku.

## Opis roda
Bellonia je rod od dvije vrste; B. aspera i B. spinosa. Raspon roda ograničen je na Kubu i Hispaniolu unutar istočnih Kariba. Biljke su grmovi visoki 0,4-1,2 m. Stabljike su drvenaste i povijene. Listovi su nasuprotni, (pod)jednaki, tanki, oštro nazubljeni do nazubljeni i gotovo kao božikovina. Cvjetovi se nalaze u pazušcima listova, a čašični listovi su uski i rašireni. Vjenčići su bijeli, plosnate strane i aktinomorfni s eliptičnim, zaobljenim režnjevima.
Rod je značajan po (a) grmolikom drvenastom obliku, (b) prisutnosti trnja u B. spinosa (modificirani aksilarni izbojci), Bellonia je zapravo jedina bodljikava vrsta gesnerijevki, i (c) bijelim cvjetovima nalik na Solanum koji pokazuju savršeno sindrom oligandroznih peludnih cvjetova (položaj cvijeta koji klima glavom, rotirani vjenčić, žuti konus prašnika, poricidna dehiscencija prašnika, nedostatak nektarija. Cvjetove očito oprašuju pčele. Neobjavljeni molekularni podaci (J.F. Smith) svrstavaju rod u pleme Gesnerieae. Broj kromosoma: 2n = 26. 

## Vrste
1. Bellonia aspera L.
2. Bellonia spinosa Sw.